# ジャック・ラカン
ジャック＝マリー＝エミール・ラカン（Jacques-Marie-Émile Lacan、1901年4月13日 - 1981年9月9日）は、フランスの哲学者、精神科医、精神分析家。
初期には、フランスの構造主義、ポスト構造主義思想に影響力を持った精神分析家として知られていた。
中期では、フロイトの精神分析学を構造主義的に発展させたパリ・フロイト派のリーダー役を荷った。
後期では、フロイトの大義派（仏:École de la Cause freudienne）を立ち上げた。
新フロイト派や自我心理学に反対した。アンナ・フロイトの理論については、フロイトの業績を正しく継承していないとして批判し「アナフロイディズム」と呼び、「フロイトに還れ」（仏:Le retour à Freud）と主張した。

## 生涯
1901年、カトリックのブルジョワ階級の家に生まれる。初め独学で哲学を学ぶが、転学しパリ大学に移り、25歳の頃にアンリ・クロード教授のもとで精神神経学を学ぶ。1928年、ラカンはパリ警察庁に入庁し、精神監察医ガエタン・ドゥ・クレランボー（クレランボーは後に鏡の前で拳銃自殺）のもとで学ぶ。ここで精神病者の犯罪に親しく触れることとなり、犯罪心理学の研究を深めてゆく。師クレランボーの自殺を契機に、徐々に、犯罪心理学のみならず、フロイトの精神分析学に傾倒していった。
1932年、ラカンは、パラノイア女性エメを描いた学位論文『人格との関係から見たパラノイア性精神病』を発表し、博士号を取得。
さらに、アレクサンドル・コジェーヴのヘーゲル講義などに参加した。ここにはジョルジュ・バタイユも参加しており、当時友人であった。ちなみに、バタイユは、当時女優をしていたシルヴィア・バタイユと結婚生活を送っていたが、1933年には別居していた。シルヴィアは、ジャック・ラカンと愛人関係となり、1938年に2人の間には女児が生まれた。
1940年からナチス・ドイツによるフランス占領が続き、1944年にパリ解放がなされるまでの間、ナチスによる検閲がラカンの論文にもなされたが、これに対してラカンは精神科医にしか理解できない文体で記述したため、ドイツ兵士たちには全く意味不明だとされ、検閲の手から逃れた。この戦時中の記憶が、その後のラカンの文体に残っている。
1953年1月、パリ精神分析学会会長に選ばれる。
しかし、会長就任後、サシャ・ナシュトとの間に亀裂が生じ、同協会は内紛状態となる。結局、会長就任からたった5カ月で不信任案が可決されてしまい、ラカンは会長職を辞任する。この騒動で、パリ精神分析学会は分裂した。ラカンは、ダニエル・ラガーシュらとともに、「フランス精神分析学会」を新しく立ち上げるに至った。
1964年、自ら「パリ・フロイト派」を立ち上げた。だが、同派も結局1980年に解散することになった。1981年8月に大腸癌の手術を受けたが、縫合部が破れて腹膜炎と敗血症を併発した。同年9月9日にモルヒネを投与されて亡くなった。ラカンの最後の言葉は、「私は強情だが・・・消えるよ。」だった。ラカンの私生活の、滑稽かつ悲哀を帯びた実像を描いた小説に、フィリップ・ソレルスの『女たち』がある。

### セミネール
20年以上にわたりセミネール（セミナー）を開き、「対象a」「大文字の他者」「鏡像段階」「現実界」「象徴界」「想像界」「シェーマL」などの独自の概念群を利用しつつ、自己の理論を発展させた。セミネールの開催場所は、当初はサンタンヌ病院であったが、後にルイ・アルチュセールの計らいによって、パリ・ユルム街の高等師範学校となった。参加者には、ラカン派の臨床家だけでなく、ジャン・イポリット（哲学者、ヘーゲルの専門家）、フランソワ・ヴァール（スイユ社編集者）などもいた。
アルチュセールはある時期まではラカンの業績を非常に高く評価していた。のちにラカンの娘婿となるジャック＝アラン・ミレール（ラカンをして「唯一私のテクストの読み方を知っている人物」と言わしめた）はもとアルチュセールの学生であったが、ラカンの講義を受けてはどうかとアルチュセールに助言されたことがきっかけで、ラカンに接近することとなった。

### 著作物
ラカンは初期の博士論文を除いてまとまった著作を書いていない。ラカンは、セミネールを録音することを拒否していたが、録音する聴衆が多いため、受け入れていた。
生前の著書として『エクリ』（Écrits、「書かれたもの」の意）があるが、この『エクリ』も時期を異にして発表された論文の集積であり、その多くは口頭発表の原稿である。なお、『エクリ』は邦訳が刊行されているが、原書より難解であるとの指摘がある。また、ラカンの弟子たちは、セミネールを出版するべく努力したが、師匠であるラカンを満足させる水準を満たすことができなかった。しかし、最終的には、ジャック＝アラン・ミレール（ラカンの娘婿で弟子）が編集した『精神分析の四つの基本概念』が、ラカンの許可を得て出版された。
『エクリ』はその難解さにも拘らず、フランスで20万部以上のベストセラーとなった。
ラカンの死後、ラカンの草稿・原稿類の管理は、ジャック＝アラン・ミレールが行っている。2001年になって、『エクリ』に収録されなかった論文を集めた『他のエクリ』（Autres Écrits）が出版された。近年になり、未公刊だったセミネールの内容が、順次公刊されつつあり、日本での邦訳も進みつつある。

### 信仰
1950年代までのラカンは、カトリックの熱烈な信者であったと言い伝えられており、弟マルク＝フランソワ修道士を通じて、ローマ法王への拝謁を望んでいたという。この拝謁の願いは結局かなわなかった。1960年代になるとカトリックに疑問を持ち始めるが、1975年あたりから再びカトリックへの信仰に戻ったのではないかと言い伝えられる。しかし晩年のラカンが本当にカトリックの信者であったかどうかについては不明であり、この件に関してはフランスの出版社間で裁判まで起きている。

## ラカン派のその後
フランスではいわゆる「ラカン派」は、ラカンの死後、内部の分派抗争のためにさまざまの団体・派閥に分裂して活動することとなった。
フロイトの大義派
いわゆる「正統派」は「フロイトの大義派」およびパリ第8大学精神分析学科を拠点に、ジャック＝アラン・ミレールを中心とした分析家たちが研究と教育を通じて活動している。
国際ラカン協会
ジャック＝アラン・ミレールの教育分析を担当したシャルル・メールマンは別の団体国際ラカン協会（仏:Association Lacanienne Internationale）を設立し、「正統派」とは独立に活動している。
パリ精神分析セミナー
アルゼンチン出身のJ＝D・ナシオ（フランス読みでは「ナジオ」）は、ラカンが信頼していたとされる僚友であるフランソワーズ・ドルトの協力を得てパリ精神分析セミナー（仏:Les Séminaires Psychanalytiques de Paris）を主宰し、独自の方法でラカン理論の再解釈を精力的に展開している。
世界精神分析協会
フランス国外にもラカン派精神分析学の影響は及んだ。アルゼンチンやブラジルなど南米方面では世界精神分析協会（仏:Association Mondiale de la Psychanalyse）が「フロイトの大義派」と連携しつつ活動している。
国際精神分析学会との和睦
かつてラカンおよびパリ・フロイト派を「破門」した国際精神分析学会（英:International Psychanalytical Association）内部でも、ラカンを研究しようという動きもあり、以前の緊張関係は緩んできている。
ロンドン新ラカン派
これと並行してロンドンにも新ラカン派（英:New Lacanian School）が旗揚げされ、「フロイトの大義派」と人的交流を持つに至っている。

## 諸概念と理論

### 鏡像段階論

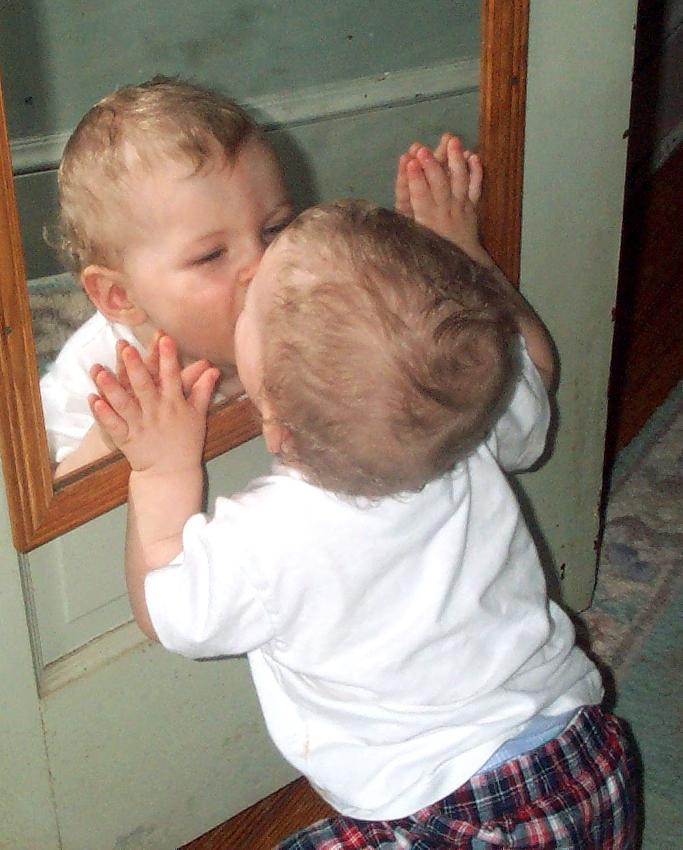
鏡と子供

1937年発表の初期ラカンを代表する、発達論的観点からの理論。
鏡像段階（仏:stade du miroir）論とは、幼児は自分の身体を統一体と捉えられないが、成長して鏡を見ることによって（もしくは自分の姿を他者の鏡像として見ることによって）、鏡に映った像（仏:signe）が自分であり、統一体であることに気づくという理論である。一般的に、生後6ヶ月から18ヶ月の間に、幼児はこの過程を経るとされる。
幼児は、いまだ神経系が未発達であるため、自己の「身体的統一性」（仏:unité corporelle）を獲得していない。つまり、自分が一個の身体であるという自覚がない。言い換えれば、「寸断された身体」（仏:corps morcelé）のイメージの中に生きているわけである。

そこで、幼児は、鏡に映る自己の姿を見ることにより、自分の身体を認識し、自己を同定していく。この鏡とは、まぎれもなく他者のことでもある。つまり、人は、他者を鏡にすることにより、他者の中に自己像を見出す（この自己像が「自我」となる）。
すなわち、人間というものは、それ自体まずは空虚なベース（エス）そのものである。一方、自我とは、その上に覆い被さり、その空虚さ・無根拠性を覆い隠す（主として）想像的なものである。自らの無根拠や無能力に目を瞑っていられるこの想像的段階に安住することは、幼児にとって快いことではある。この段階が、鏡像段階に対応する。

### 現実界・象徴界・想像界

現実界・象徴界・想像界 (RSI)

人間は、いつまでも鏡像段階に留まることは許されず、成長するにしたがって、やがて自己同一性（仏:identité）や主体性（仏:sujet）を持ち、それを自ら認識しなければならない。その際、言語の媒介・介入は、不可欠である。

ラカンによれば、主体性は、構造的に現実界・象徴界・想像界（仏: Réel symbolique imaginaire：R.S.I.と略称される）という三つの領界もしくは機能から成るものであり、鏡像段階を経て人が主体性を獲得し、言語に介入されるということは、すなわち象徴界へと参入するということであるとされる。

### 父の名
さらに、このことは、想像界に安住するのを禁ずる父の命令を受け入れることであり、このことは社会的な法の要求を受け入れること、自分が全能ではないという事実を受け入れることと同義である。この父の命令にあたるものを、ラカンは、フランス語における「non（否）」と「nom（名）」をひっかけて父の名（仏:Noms-du-Père）と呼んだ。
したがって、父の名とは、個別の具体的な父親の姓名を指すのではなく、人である限りすべての子どもに割り当てられ、彼らの行為に一定の限界をもうける、父性的機能のことである。いわば、象徴的な掟である。

ラカンは、このような掟が、言語活動（仏:langage）によって生じるとする。つまり、象徴的な掟は、具体的に聞こえたり見えたりはしないものの、さまざまな形をとってわれわれの生活を制禦してくる。そのとき、われわれは「自らの限界を思い知る」。

精神分析学では、このことを去勢（仏:castration）と呼ぶ。そして、去勢なくして言語活動の開始はないというのが、ラカンの立場である。

### 去勢と自己の確立
上記のことを言い換えれば、父の名を受け容れる過程は、幼児の全能性である「ファルス」（仏:phallus）を傷つけることという意味で、去勢（仏:castration）と呼ばれるわけだが、この去勢によって、人間は自らの不完全性を認め、不完全であるところの自己を逆に積極的に確立するのである。
逆に見れば、「これが自分だ」と自己を同定し、自我を確立するためには他者が必要だが、そこで真の自己と出会えるわけでは決してない。人は常に「出会い損ね」ている存在なのだ。ここに人間の根源的な空虚さを見出せるとも言える。
このように、彼の言う「我、思わぬ故に我あり」は、フロイトの「エスがあったところに自我が生じなければならない」という警句の別言である。ラカンの鏡像段階論は、フロイトのエディプスコンプレックス理論をラカン流に読み替えたものなのである。

### 母子関係と言語
ゆえに、母子関係から上記のラカン理論を、あくまでも一般的な理解のために、わかりやすくおおまかに言い換えれば、次のようになる。

まず、胎児として子宮の内部に浮遊している状態では、人は「ママ！」という原初の言葉を持つ必要がない。だから、言語活動は発生しない。
さらに、生まれてからも（原初の状態を象徴的にいうならば）乳児の口には母の乳房が詰まっている。これは乳児の必要をすべて満たしているから、言葉を発して何かを求める必要もないし、そもそも口に乳房が詰まっているから言葉の発しようもない。一方、これは、乳児にとっては全世界を支配しているかのような快楽の状態である。

だが、やがて口から乳房が去る。そこに欠如（もしくは不在）が生まれる。欠如が生まれて初めて、乳児は母を求めるなり、乳を求めるなり、「マー」などと叫びをあげる。これは言語 - より正確には言語活動（仏:langage） - の発生である。
こうした象徴的な意味での言語の発生は、人間が人間となるためにどうしても通らなければならない段階である。言語とは、人間が自分の頭に思い描いているもの、すなわち想像的なもの（仏:l'Imaginaire）を他者と共有しようとしたり、他者に伝達しようとしたりするために用いる象徴的なもの（仏:l'symbolique）であるから、言語は象徴界のものであると云える。
一方、社会はさまざまな人間がせめぎあう場であるがゆえに、無数の掟・契約・約束事などでできている。こうした掟は、象徴的な意味では言語で書かれているわけである。たとえば、不文律や「黙契」といった概念ですら、人間が言語を持たなければ存在しえない。また、掟を与えるのは象徴的な父である。

ゆえに、上記の意味においては象徴界とは掟であり、父であり、言語であるといった図式が成り立つ。

### 言語活動と現実界
たとえば、ある大事件に遭遇した人々は、口々にその事件を語る。これは、その大事件という現実的なこと、もしくは現実界（仏:le Réel）を、言語という象徴界（仏:l'symbolique）を以って描き出そうとしているわけである。証言者Aは事件の決定的瞬間を語り、証言者Bは事件の背景に秘められた事情を語るなど、あらゆる角度から証言がなされる。これらを集めて「事件の全容を解明しよう」という動きが起こったりする。しかし、マスコミ用語としては耳に親しい「事件の全容」なるものは、実際には語り尽くされるのは不可能である。
同じように、どうがんばっても言葉では現実そのものを語ることはできない。「言語は現実を語れない」のである。ところが同時に、人は「言語でしか現実を語れない」。これら二つの命題は、平板に見れば矛盾しているかのように聞こえるが、メビウスの輪のような立体的な論理として考えればそうでないことがわかる。

したがって、人は、より的確な言葉を探したり、より多くの言葉を重ねていくことによって、少しでも現実に近いものを描き出そうと奮闘する。この誠実さは、評価されるかもしれない。しかし、それでも言語活動＝現実となる瞬間はない。これが象徴界と現実界が分かたれる一面である。
すなわち、象徴界の参入という「言語との出会い」は、現実をラカンのいう「不可能なもの」（仏:l'impossible）に変える。われわれは一生、それに対する抵抗とあこがれの間で揺れ惑う。しかし、人が事故的に現実を垣間見たり、現実に触れたりすることがある。その一形態こそが、精神病である。

### 言語活動と想像界
一方、想像界（仏:l'Imaginaire）は、たとえば「日常」「平和」「不幸」といった、人であれば誰しも漠然とイメージできるけれども、その正確な描写となると大変な労力を要するような、言語（象徴界）に縛られている世界であり、なおかつわれわれが思っているものから成っている。この想像界も、けっして現実界と一致することはない。
上記のように、現実界・象徴界・想像界が分かたれることから、ラカン流に人間世界を解明していくことが可能となるのである。

### 構造論的転回
ラカンは、ローマン・ヤコブソンやエミール・バンヴェニストらを通じて、フェルディナン・ド・ソシュールの構造主義言語学の影響を受けている。
ソシュールによれば、記号は、シニフィアンとシニフィエの対からなる。ソシュールはそのことを

{\displaystyle {\frac {SE}{SA}}}

と表記した。ラカンはそれを上下逆にし、SA→S、SE→sと記号を変えて

{\displaystyle {\frac {S}{s}}}

と書く。上下を逆にしたのは、ラカンの「シニフィアンの優位」という考え方に関係がある。ソシュールにとっても、シニフィアンの差異こそがシニフィエの差異を生みだすのだから、その考え方においてはソシュールとラカンは共通している。しかし上が下を規定する、というニュアンスからラカンはこの分数表記を上下逆にしている。
さらに、ラカンは、ヤコブソンの失語症研究より、失語症に見られる2つのタイプが、それぞれ隠喩と換喩という修辞表現の対立と並行関係がある、との示唆を受ける。

### シェーマL
シェーマL（仏:schéma L）は主体S、他者A、他者a'、自我aからなる。

Sは主体（仏:sujet）を表すとともに、エス（独:Es
）も表す。Aは他者を表す。

a'は他者を表す。aは自我を表す。Aとa'は異なるものである。

主体Sと他者Aを結ぶ軸を象徴的な軸という。他者a'と自我aを結ぶ軸を想像的な軸という。

## 名言
- 無意識は一つの言語として構造化されている。
- 人間の欲望は他者の欲望である。
- 女は存在しない。
- 愛とは自分のもっていないものを与えることである。
- 私の贈るものを拒絶してくれ。なぜならそれではないのだから。
- das Dingの場は、すべてのものが過ちから洗われるところであり、不在の場に存在を与える。

## 批判

### セッション技法への批判
1セッションの時間を短くする「短時間セッション」による訓練分析がIPA本部から問題とされ、1963年のIPA総会、ストックホルム大会でフランス協会から除名される。
ラカン派は「短時間セッション」を理論的に正当化しているが、臨床家の間ではその危険性を指摘する声が多い。

### 理論的難解さへの批判
ラカンの理論を「疑似科学」とする見方もある。たとえば、ジャック・ブーヴレスは、論理実証主義的な見地からラカンを批判している。また、ラカンは自らの理論を数式として表すことを好んだが、物理学者アラン・ソーカルらは、これが数学的にはまったくのデタラメであり、科学的な外観を装う虚飾であると批判した（参照：ソーカル事件）。

## 著書

### 邦訳著書（セミネール以外）
- 『エクリ（1-3）』 宮本忠雄ら共訳[注釈 1] （弘文堂, 1972年）
  - 『精神分析における話と言語活動の機能と領野 ローマ大学心理学研究所において行われたローマ会議での報告　1953年9月26日・27日』 新宮一成訳 弘文堂、2015年 - 『エクリ』第1巻所収の論文の新訳
- 『二人であることの病い――パラノイアと言語』 宮本忠雄、関忠盛共訳 （朝日出版社, 1984年、講談社学術文庫、2011年）
- 『ディスクール』 佐々木孝次、市村卓彦共訳 （弘文堂, 1985年）
- 『家族複合』 宮本忠雄、関忠盛共訳 （哲学書房, 1986年）
- 『人格との関係からみたパラノイア性精神病』 宮本忠雄、関忠盛共訳 （朝日出版社, 1987年）
- 『テレヴィジオン』 藤田博史、片山文保共訳 （青土社, 1992年）
- 『ラカン 患者との対話 症例ジェラール、エディプスを超えて』 小林芳樹編訳 （人文書院, 2014年）
- 『精神分析の四基本概念』　小出浩之、新宮一成、鈴木國文、小川豊昭共訳（岩波文庫（上下）, 2020年）

### セミネール
1. Les Ecrits techniques de Freud 1953-1954 （『フロイトの技法論（上・下）』 小出浩之、笠原嘉、小川豊昭、小川周二共訳 岩波書店, 1991年）
2. Le Moi dans la theorie de Freud et dans la technique de la psychanalyse 1954-1955 （『フロイト理論と精神分析技法における自我（上・下）』 小出浩之、鈴木國文、南淳二、小川豊昭共訳 岩波書店, 1998年）
3. Les psychoses 1955-1956 （『精神病（上・下）』 小出浩之、鈴木國文、川津芳照、笠原嘉共訳 岩波書店, 1987年）
4. La relation d'objet 1956-1957 （『対象関係（上・下）』 小出浩之、鈴木國文、菅原誠一共訳 岩波書店, 2006年）
5. Les formations de l'inconscient 1957-1958 （『無意識の形成物（上・下）』 佐々木孝次、原和之、川崎惣一共訳 岩波書店, 2005年, 2006年）
6. Le desir et son interpretation 1958-1959
7. L'ethique de la psychanalyse 1959-1960 （『精神分析の倫理（上・下）』 小出浩之、鈴木國文、保科正章、菅原誠一共訳 岩波書店, 2002年）
8. Le transfert 1960-1961（『転移（上・下）』 小出浩之、鈴木國文、菅原誠一共訳 岩波書店,2015年）
9. L'identification 1961-1962
10. L'angoisse 1962-1963（『不安（上・下）』 小出浩之、鈴木國文、菅原誠一、古橋忠晃訳 岩波書店,2017年）
11. Les quatre concepts fondamentaux de la psychanalyse 1963-1964 （『精神分析の四基本概念』 小出浩之、鈴木國文、新宮一成、小川豊昭共訳 岩波書店, 2000年）
12. Problemes cruciaux pour la psychanalyse 1964-1965、（原著未刊行）
13. L'objet de la psychanalyse 1965-1966、（原著未刊行）
14. La logique du fantasme 1966-1967、（原著未刊行）
15. L'acte psychanalytique 1967-1968、（原著未刊行）
16. D'un Autre a l'autre 1968-1969
17. La psychanalyse a l'envers 1969-1970
18. D'un discours qui ne serait pas du semblant 1971
19. ...ou pire 1971-1972 、 19 Bis. Le savoir du psychanalyste 1971- 1972、（原著未刊行）
20. Encore 1972-1973、(『アンコール』藤田博史、片山文保共訳　講談社, 2019年）
21. Les non-dupes errent 1973-1974、（原著未刊行）
22. R.S.I. 1974-1975、（原著未刊行）
23. Le sinthome 1975-1976
24. L'insu que sait de l'une bevue s'aile a mourre 1976-1977、（原著未刊行）
25. Le moment de conclure 1977-1978、（原著未刊行）
26. La topologie et le temps 1978-1979、（原著未刊行）
27. Dissolution 1980、（原著未刊行）